# Karakumský kanál

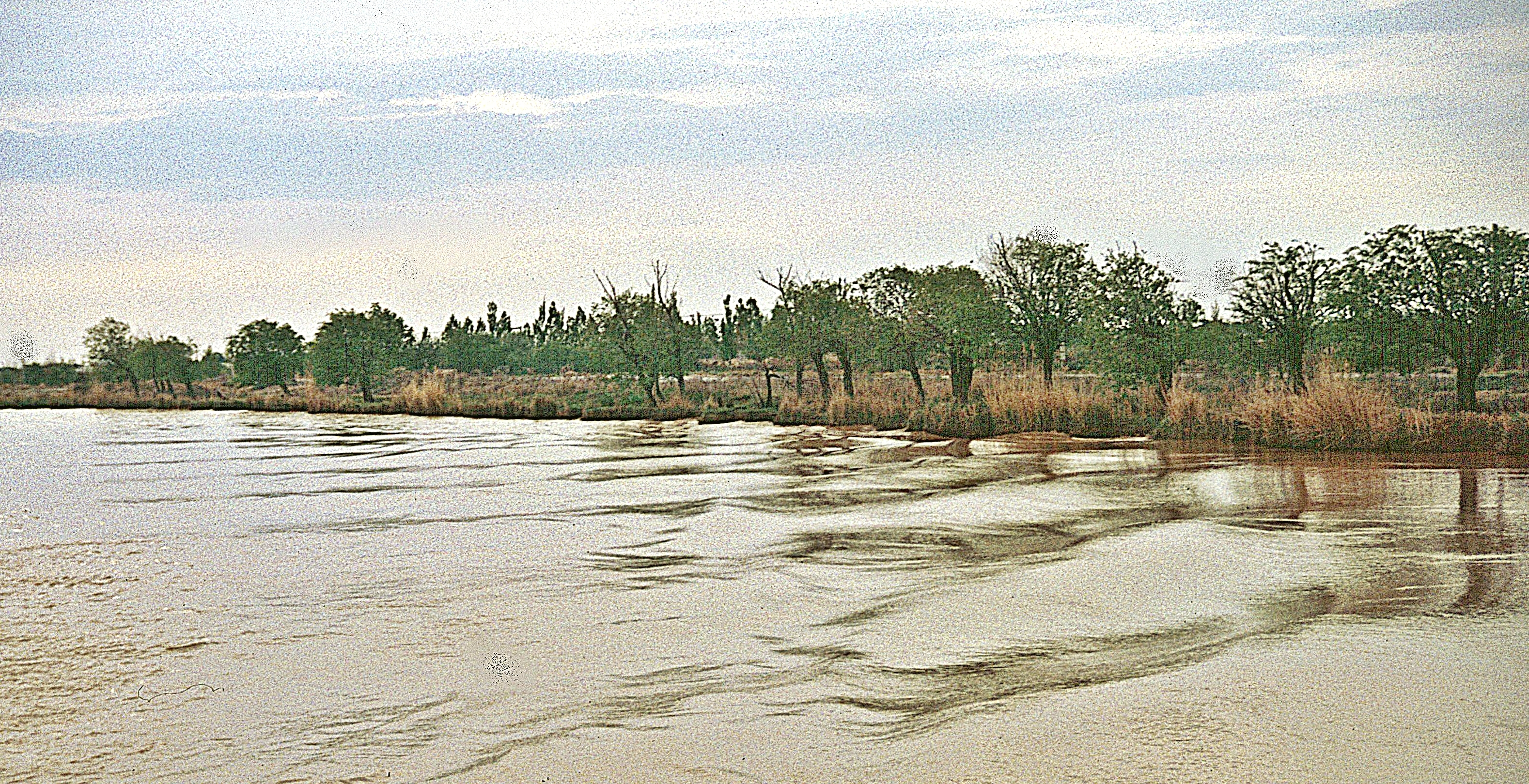
Karakumský kanál

Karakumský kanál (turkmensky Garagum kanaly) je kanál na jihu Turkmenistánu. Je napájený především vodou Amudarji a také řek, které stékají z pohoří Kopetdaga (Murgab, Tedžen). Slouží především jako zavlažovací kanál.

## Trasa kanálu
- 1. část kanálu od Amudarji k Murgabu je dlouhá 400 km. Byla dokončena v roce 1959. Prvních 40 km vede rozšířeným korytem Bosaga-Kerkinského kanálu. Dalších 70 km vede řetězem kotlin Kelifského Uzboje, které byly přeměněné v jezera. Dále kanál protíná písky jihovýchodní části pouště Karakum. Potom je voda kanálu vedena umělým kanálem nahoru proti proudu Murgabu do Turkmen-Kala.
- 2. část od Murgabu k Tedženu je dlouhá 140 km. Byla postavena v roce 1960. Dále byla postavena Chauz-Chanská přehrada o objemu 0,65 km³ (s plánovaným zvětšením na 0,875 km³).
- 3. část od Tedženu do Geok-Tepe je dlouhá 300 km a vede předhůřím pohoří Kopetdaga. Do Ašchabadu byla postavena v roce 1962, v roce 1967 byla prodloužena do Geok-Tepe a v roce 1973 byla zakončena postavením Kopetdagské přehrady (objem 0,19 km³). U Ašchabadu byly postavené dvě přehrady o objemech 0,048 km³ a 0,006 km³.
- Dále byl kanál prodloužen (300 km) do Kazandžiku a zde se měl větvit na Kyzyl-Atrekský kanál (pro zavlažování pouští jihozápadního Turkmenistánu) a Nebit-Dagský kanál pro zásobování vodou naftařské průmyslové oblasti na západě země.
- Práce na kanálu byly ukončeny v roce 1988.

## Vybavení
Kanál je vybaven konstrukcí umožňující průtok přibližně 300 m³/s. Kanál je dále vybaven plavebními komorami a řadou přepadových komor a zdymadel a také výpustí v rozdělovačích a vodních nádrží.

## Význam a využití
V zóně kanálu byla postavena drenážní síť, aby byla odvedena stoupající podzemní voda. Její vzestup byl způsoben přísunem velkých dodatečných objemů vody a měl negativní vliv na úrodnost půdy. Po uvedení kanálu do provozu se značně zvětšily vodní zdroje v jeho okolí a tím pádem i přísun vody do zavlažovacích kanálů. Kanál zabezpečuje zásobování vodou pro města, průmysl i zemědělství. Zavlažovaná plocha se zvětšila ze 170 000 ha na 300 000 ha. Zaplaveno bylo 5 milionů hektarů pastvin. V kanále je rozvinutý rybolov (sumci, kapři, perlíni, parmy krátkohlavé, tolstolobci, amuři). Kanál je splavný v délce 450 km.
Průtok odebraný systémem chybí v přítoku do Aralského jezera.